# Claudia Webbe
Claudia Webbe (ur. 8 marca 1965 w Leicesterze) – brytyjska polityk. W 2019 roku została wybrana posłem do Izby Gmin z listy Partii Pracy, po wydaleniu z partii od 3 listopada 2021 bezpartyjna.

## Życiorys
Jej rodzice wyemigrowali do Wielkiej Brytanii z karaibskiej wyspy Nevis. Urodziła się w Leicester. Studiowała nauki społeczne na Uniwersytecie De Montfort a następnie stosunki rasowe i etniczne w Colledge'u Birkbeck na Uniwersytecie Londyńskim.
Deklaruje się jako feministka.
W 2010 roku została wybrana radną London Borough of Islington z okręgu wyborczego Bunhill. W 2016 została wybrana do Krajowego Komitetu Wykonawczego Partii Pracy, uzyskała reelekcję w 2018 roku.
W 2019 w związku z rezygnacją Keitha Vaza z ubiegania się o mandat startowała w wyborach do Izby Gmin z okręgu wyborczego Leicester East, uzyskując elekcję.
W listopadzie 2021 roku została uznana winną nękania pewnej kobiety przez 18 miesięcy poprzez wykonywanie natrętnych połączeń telefonicznych oraz kierowanie pod jej adresem gróźb. W związku z tym wyrokiem została wydalona z Partii Pracy, nie złożyła jednak mandatu poselskiego.
W wyborach parlamentarnych w 2024 roku startowała jako kandydat niezależny w okręgu wyborczym Leicester East. Zajęła czwarte miejsce, uzyskując poparcie 5532 wyborców, co stanowi 11,8% głosów i nie uzyskała reelekcji.